# Try It Out (Skrillex e Alvin Risk)
Try It Out è un singolo dei DJ statunitensi Skrillex e Alvin Risk, pubblicato il 14 ottobre 2013 come primo estratto dal primo album di Skrillex Recess.

## Video musicale
Un primo videoclip del brano, diretto dagli stessi Skrillex e Alvin Risk e girato da Liam Underwood e Josh Goleman, è stato pubblicato il 9 ottobre 2013 attraverso il canale YouTube di Skrillex.
Il 5 agosto 2014 Skrillex ha reso disponibile sempre attraverso il proprio canale YouTube una seconda versione del video, diretto da Tony T. Datis e prodotto da Inkk.

## Tracce
Musiche di Alvin Risk e Sonny Moore.
CD promozionale (Paesi Bassi)
1. Try It Out – 3:49

Download digitale
1. Try It Out (Neon Mix) – 3:49
2. Try It Out (Try Harder Mix) – 4:46
3. Try It Out (Put Em Up Mix) (Alvin Risk + Skrillex + Jason Aalon Butler) – 5:22

## Classifiche
| Classifica (2013) | Posizione massima |
| ----------------- | ----------------- |
| Francia           | 185               |